# Montagnette
Pour les articles homonymes, voir Montagnette (homonymie).
La Montagnette est une colline située dans les Bouches-du-Rhône.

## Géographie
Elle a une superficie d’environ 6 000 hectares, dont les deux tiers sont couverts de pins d'Alep. Un quart environ est sur la commune de Barbentane, mais c'est sur la commune de Boulbon que se trouve son point culminant à 168 mètres d’altitude aux rochers de Raous, environ 800 mètres à l’ouest de l'abbaye de Saint-Michel de Frigolet. La montagne date de l'ère secondaire (Néocomien, –70 millions d’années).

## Histoire
Sur sa partie orientale, sur la commune de Graveson, au ras de la ligne de chemin de fer, se trouve l'oppidum de la Roque. Cette installation, qui date du VIe siècle av. J.-C., reste remarquable par son ancienneté.
Au pied de cet éperon rocheux ont été retrouvées récemment de nombreuses traces d'occupations anciennes ainsi qu'un cimetière longuement utilisé. Il est probable que la Montagnette servit de campement aux 30 000 légionnaires du général romain Caius Marius, qui attendait de pied ferme la descente des Cimbres et des Teutons qui se dirigeaient vers Rome en l'an 105 av. J.-C.. Mais bien avant lui, le Carthaginois Hannibal et ses 27 éléphants seraient peut-être passés par là après le franchissement du Rhône à la fin de l'été 218 av. J.-C. pour se diriger vers la cité éternelle.
Le 14 juillet 2022, en milieu d'après-midi, un violent incendie se déclare au sud du massif. Ce sinistre parcourt 1 600 hectares dont une majeure partie sur les communes de Graveson et de Barbentane. Au plus fort de l'incendie, plus de 1 000 sapeurs-pompiers sont engagés. L'importance des moyens de secours permet de préserver l'abbaye de Saint-Michel de Frigolet.